# Magyar AC Budapesta
Magyar Atlétikai Club, Magyar AC, MAC Budapesta sau Magyar AC Budapesta a fost un club de fotbal din Budapesta fondat în 1875. Ramura sportivă de fotbal a fost înființată în 1895. Clubul a fost desființat după al Doilea Război Mondial, în 1946.

## Palmares
- Vice-Campioană: Soproni Liga 1907, 1909
- Finalistă: Cupa Ungariei 1911, 1914
- Vice-Campioană: Cupa Challenge 1904-1905.

Finala dintre MAC Budapesta și Wiener Sport-Club s-a jucat la Viena, pe stadionul Hohe Warte. Austriecii s-au impus cu scorul de 2-1.